# Il donnaiolo
Il donnaiolo (L'Homme à Femmes) è un dipinto a olio su tavola (25x16 cm) realizzato tra il 1889 ed il 1890 dal pittore francese Georges-Pierre Seurat.
È conservato nella Barnes Foundation di Filadelfia.
Realizzò questo dipinto per la copertina di "L'Homme à Femmes" (Il donnaiolo), romanzo pubblicato nel 1890 da Victor Joze.